# 稲沢線
稲沢線（いなざわせん）は、愛知県名古屋市中村区にある名古屋駅と、稲沢市にある稲沢駅を結ぶ東海旅客鉄道（JR東海）東海道本線の複々線のうち、貨物線として使用される複線を指す。
名古屋駅（笹島駅）と稲沢駅（稲沢操車場）を結ぶために敷設された。現在でも名古屋貨物ターミナル駅と稲沢駅を結ぶ貨物列車が多く運行されている。また、一部回送列車や旅客臨時列車も運行されている。2022年3月12日のダイヤ改正では定期旅客列車として「ホームライナー大垣」の上り列車2本（平日のみ）が稲沢線を経由して運行されるようになり、先行する本線経由の普通列車を追い抜くようになった。

## 概要
名古屋駅の名古屋臨海高速鉄道あおなみ線ホーム付近が起点。名古屋駅構内はあおなみ線の2本の線路が一旦合流して単線になっており、在来線13番線と新幹線14番線間の線路のうち、最も14番線寄りの線路を通る。名古屋駅構内の北側で中央本線の延長線上の貨物線と合流して複線になり、次の枇杷島駅までは東海道本線の西側を通る。名古屋駅 - 枇杷島駅間の庄内川橋梁北側に東海道本線下り線から稲沢線下り線に転線するための渡り線があり、稲沢線を経由する東海道本線下り列車は原則としてこの渡り線を使用する。この渡り線は枇杷島駅構内に含まれている。枇杷島駅の稲沢線上にはJR東海交通事業城北線のホームがあり、城北線が複線内側から分岐している。
枇杷島駅北にある五条川信号場で稲沢線は東海道本線を跨いでいる。この五条川信号場は稲沢線上り線と東海道本線上り線の合流地点である。五条川信号場以北は東海道本線の東側を通る。五条川信号場の次の清洲駅付近では、かつての貨物取り扱いの名残で側線が数本分岐している。
稲沢駅構内、清洲駅 - 稲沢駅間の中間にあたる場所には着発線が広がっている。下り線は稲沢駅北方で東海道本線の上下線を跨ぎ、その後東海道本線下り線に合流している。上り線は尾張一宮駅に繋がる高架橋が終わる妙興寺踏切付近で東海道本線上り線から分岐している。これらの分岐・合流地点は乗務員用時刻表に「稲沢西」として記載されている。

## 沿革
- 1925年（大正14年）1月16日：稲沢操車場開設にあわせ、単線で開業[4]。
- 1936年（昭和11年）10月1日：複線化[4]。
- 1942年（昭和17年）1月15日：五条川信号場開設。
- 1995年（平成7年）10月10日：全線でCTC化[5]。
- 1998年（平成10年）3月30日：東海道本線貨物輸送力増強事業により全線電化[6]。
- 2022年（令和4年）3月12日：ダイヤ改正で定期列車として上り「ホームライナー大垣」が稲沢線経由に変更（実際の運転開始は14日から）[1]。